# MusicaW Festival
Il MusicaW Festival, indicato anche con l'abbreviazione "MW", è un festival e una manifestazione culturale che si svolge a Castellina Marittima in provincia di Pisa. Nasce all'inizio degli anni novanta, ed è collocata in parte presso il parco pubblico "Luigi Montauti", coinvolgendo da diversi anni tutto lo spazio cittadino del paese.
La manifestazione è solitamente spalmata in 4-5 serate con cadenza annuale nel mese di Agosto.
MusicaW è in contatto ed ha collaborato con molte realtà attive sul territorio italiano, come il Meeting delle etichette indipendenti e Arezzo Wave.

## Sezioni
La manifestazione, a ingresso gratuito ed organizzata senza fini di lucro, propone eventi e serate musicali con artisti nazionali ed internazionali già affermati, ed ospita una sezione "MusicaW Contest" aperta ad artisti emergenti. Attualmente sono 3 i palchi a disposizione degli artisti: oltre alle esibizioni musicali sul palco anfiteatro posto all'interno del parco pubblico, è presente la sezione "MusicaW tra le vie del paese", dedicata a performance musicali e teatrali, mostre d'arte, aperitivi musicali, spettacoli di artisti di strada.
Dal 2010 viene organizzato il "MusicaW Photocontest", un concorso fotografico a tema musicale: le foto proposte diventano oggetto di una mostra.

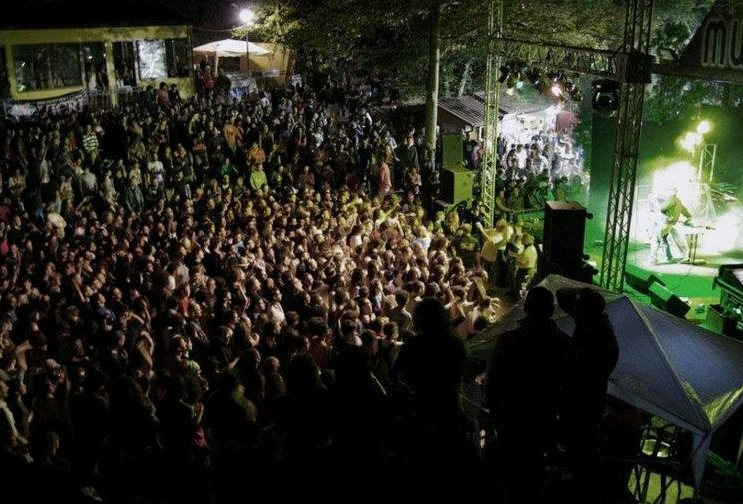
David Rodigan nell'edizione 2011

## Storia
A pensarlo e realizzarlo nel 1994 è un gruppo di ragazzi, spinti dalla voglia di creare un'occasione per far musica e divertirsi. Il gruppo si identifica in un comitato cittadino denominato "Comitato Giovanile". La manifestazione si distingue immediatamente per il carattere prevalentemente musicale, dedicato alla promozione della musica emergente: per i primi anni, erano ospitate band della zona, ma ben presto è diventata un'ambita occasione per molte band da tutta Italia che si iscrivono al contest.
Dal 2001 il "Comitato Giovanile" si fonde in modo informale nell'associazione "Pro loco Castellina" che da allora si occupa interamente dell'organizzazione, con uno staff composto non solo dagli iscritti ma da moltissimi cittadini di Castellina Marittima e volontari provenienti da tutta Italia.
Nel corso degli anni il palco del festival ha visto esibirsi molti importanti gruppi di musica indipendente e non quali: 7 Seconds, Ufomammut, Fantan Mojah, Ex-Otago, Il Teatro degli Orrori, Management del dolore post-operatorio, We Love, Street Dogs, A Place to Bury Strangers, Paolo Benvegnù, The Ocean, David Rodigan, Calibro 35, The Real McKenzies, Liars, The Besnard Lakes, Lion D, Statuto, Alessandro Benvenuti, Manolo Strimpelli Nait Orkestra, Brunori Sas, Four For Africa Big Band, Giovanni Lindo Ferretti, One Dimensional Man, The Unseen, Zu, Baustelle, Franziska, Bugo, Tre Allegri Ragazzi Morti, Cesare Basile, Julie's Haircut, Extrema, Yuppie Flu, Giorgio Canali, Offlaga Disco Pax, Les Anarchistes, Diaframma, Vallanzaska, Settlefish, Eldritch, Strana Officina, Perturbazione, A Toys Orchestra, Hot Gossip, My Awesome Mixtape, OJM, Ellade Bandini, Bambole di pezza, Il Maniscalco Maldestro, Capitan Tifus, Orange Goblin, Gesamtkunstwerk, Stealth, The Zen Circus e molti altri.
Oltre a molti altri, i gruppi più importanti che si sono esibiti nell'edizione del 2013 sono stati: Mondo Generator, The Skatalites, Fast Animals and Slow Kids, The Crazy Crazy World of Mr. Rubik, Samsara Blues Experiment, Gazebo Penguins, The Soft Moon, Zeus.
L'edizione del ventennale, svoltasi nel 2014, ha visto la partecipazione di Levante, Red Fang, Cisco, Folkabbestia, Appaloosa, Figli di Madre Ignota, Fantasia Pura Italiana e, come al solito, di molti altri artisti.